# St. Anna (Vorbach)
Die römisch-katholische Filialkirche St. Anna in der oberpfälzischen Gemeinde Vorbach im Landkreis Neustadt an der Waldnaab gehört zur Klosterpfarrei Speinshart. Die Kirche steht erhöht auf einem Felssporn in der Gemeinde.

## Geschichte
Der Name Vorbach (damals Voawa) erscheint erstmals 1314 in einer Urkunde des Klosters Speinshart. Damals und bis 1921 gehörte Vorbach zu der Urpfarrei Mockersdorf, dann kam der Ort an die neu gegründete Expositur Oberbibrach somit in die Zuständigkeit des wieder gegründeten Klosters Speinshart. Das Patronatsrecht stand dem Bischof von Regensburg zu, ist aber 1391 an das Domkapitel von Regensburg übergegangen. 1536 wurde der Pfalzgraf Ottheinrich und in seiner Nachfolge die Kurfürsten von Bayern die Schirmherren der Kirche.
Bauteile der ersten Vorbacher Kirche sind in der heutigen Dorfkirche noch vorhanden, dabei handelt es sich um den östlichen Teil des Längsschiffes. Die Kirche ist ohne Fundamentierung unmittelbar auf dem felsigen Untergrund errichtet worden. Sie hatte die Ausmaße 11 m auf 6 m, die an der Nordseite angebaute Sakristei ist 6 m × 3,55 m groß. Sie ist aus Bruchsteinen aus Benker Sandstein errichtet, auch der ursprüngliche romanische Eingang, heute in der Südfront der Kirche erkennbar, ist aus wenig bearbeiteten Steinsegmenten gearbeitet. Der Baustil verweist auf die Romanik und die Zeit um 1200. Das Mauerwerk weist keine Sichtfuge auf, hat also von Beginn an die heutige Höhe von 5 m besessen. Im 14. oder 15. Jahrhundert, also der Zeit der Gotik, wurde der romanische Eingang zugemauert und ein leicht spitzbogiger Ausbruch geschaffen; ebenso wurden die jeweils zwei Fenster an der Längsseite der Kirche im gotischen Stil gotisch umgestaltet (heute von außen nicht mehr zu sehen, da sie unter einer Verputzschicht liegen). Erwähnt wird die Kirche in dem leuchtenburgischen Lehnbuch von 1499, in dem von dem Gotteshausmeister Friedrich Loth die Rede ist, der „das Gut, das Hans Carl zu Forban zu bemelten Gotteshaus verschafft hat“, empfangen hat. Der Besitzer dieses Gutes musste bis ins 19. Jahrhundert zwei fl an das Gotteshaus abführen.
Vorbach hat im 16. Jahrhundert wie die anderen Orte der Oberpfalz die mehrmaligen Religionswechsel mitgemacht. Nach der Reformation durch Martin Luther hat sich die Bevölkerung einzelner Orte der neuen Religion angeschlossen, mit dem Übertritt des Pfalzgrafen Ottheinrich durch sein Religionsedikt vom 22. Juni 1542 mussten alle Untertanen zum lutherischen Glauben übertreten. Dies betrifft auch die Pfarrei Mockersdorf, zu der Vorbach damals gehörte. 1554 ist in Mockersdorf der erste evangelische Pfarrer aufgezogen, 1557 war in Vorbach ein Adreas Brenner als erster lutherischer Pfarrer. Die Oberpfalz ist danach, besonders unter dem Administrator der Kurpfalz Johann Casimir gemäß dem Prinzip Cuius regio, eius religio auch kalvinisch geworden. Gegen kalvinische Sitten wehrte sich das Volk, so waren die Vorbacher nicht bereit, bei der Abendmahlfeier statt der Oblaten gebrochenes Brot entgegenzunehmen, sondern die Leute liefen „scharenweise da hin (u.zw. außer Landes nach Creußen), trugen auch ihre Kinder dorthin, damit sie die lutherische Taufe erhalten“. In den Jahren des Calvinismus verlor die Kirche auch ihre mittelalterliche Innenausstattung. Als letzter kalvinischer Pfarrer in Vorbach residiert von 1616 bis 1625 hier ein Melchior Grosser als kalvinischer Prädikant. Im Zuge der Gegenreformation wurden die Einwohner ab 1626 wieder „katholisch gemacht“ und in Vorbach endet damit auch die Zeit einer eigenen Pfarre, Vorbach wird wieder zu einer Filiale von Mockersdorf.
Über den Kirchenbau und das danebenliegende Pfarrhaus gibt es aus der Zeit um 1600 viele Klagen. Da die Regierung in Amberg der armen Gemeinde nicht beistehen will, verlassen mehrere Pfarrer nach kurzer Zeit enttäuscht Vorbach. Erst von 1709 weiß man aus einem Vernehmungsprotokoll (Kirchenrechnungen sind allerdings vorhanden), dass die Kirche erneuert wurde. Ein Erweiterungsbau der Kirche ist erst durch eine Inschrift auf einem Medaillon hinter dem Altar von 1748 (AEDIFIC 1748) bezeugt. Der damals errichtete Dachstuhl besteht heute noch. Damals wurde die Kirche im Barockstil umgestaltet, dabei wurde das Langhaus um sechs Meter nach Westen verlängert und der Altarraum wurde durch einen Rundbogen abgegrenzt; nach Abbruch der östlichen Giebelmauer wurde ein dreiseitiger Kapellenabschluss im Osten angefügt. Der Kirche wurde ein achteckiger Dachreiter mit einem Zwiebelturm aufgesetzt. Bei der Gelegenheit wurden das Satteldach verwamlt und die Sakristei erhöht, sodass der Aufgang zur Kanzel in diese verlegt werden konnte. Die Kirche erhielt einen neuen Eingang an der Westseite, der gotische Eingang auf der Südseite wurde zugemauert.
1980/82 wurde eine zweite Erweiterung der Kirche vorgenommen; die Planungen dazu stammen von dem Architekten Hans Bundscherer aus Eschenbach. Die Kirche wurde um 6,4 m nach Westen verlängert und erhielt einen neuen Eingang. Dieser Bau springt um gut einen Meter gegenüber den bestehenden Mauern der Vorkirche heraus, ist also etwa 8,2 m breit. Bei diesem Erweiterungsbau wurden zwei Gruftgräber im Mittelgang des ältesten Teiles der Kirche im Kirchbodens gefunden. Die Gräber sind aus dem felsigen Untergrund herausgehauen und mit Backsteinen überwölbt. Eine archäologische Befundung hat nicht stattgefunden, aufgrund eines Testaments ist zu vermuten, dass es sich um die Grabstätte des Johann Adam Gradl handelt, der zeitweise Besitzer der Hofmark Vorbach war. Bei dieser Gelegenheit wurde das alte Pfarrhaus abgebrochen und an seiner Stelle wurde ein Vorplatz für die Kirche angelegt. Trotz dieser Renovierung zeigen sich aktuell erneut Schäden am Dachstuhl und die Bevölkerung ist zu Spenden aufgerufen.
Im 19. Jahrhundert gibt es mehrere Bestrebungen, Vorbach von der Pfarrei Mockersdorf auszugliedern. Von 1859 gibt ein Gesuch, hier eine Expositur zu schaffen und an die Pfarrei Speinshart anzugliedern, was vom Bistum rigoros abgelehnt wurde. Als Grund wurde der lange Weg nach Mockersdorf genannt. Am 18. Dezember 1917 wird die Kirche in Oberbibrach zu einer Expositur erhoben und dieser wird auch die St. Annakirche in Vorbach als Filialkirche angegliedert. Nachdem das Kloster Speinshart ab 1921 neu besiedelt wurde, übernahm am 30. Januar 1924 Pater Gereon Motyka die Expositur Oberbibrach mit der Filialkirche in Vorbach. Nach dem Zweiten Weltkrieg wurde die alte Schule in Vorbach erworben und als Pfarrhaus umgestaltet. In dieser Zeit war es möglich, dass vom Kloster Speinshart Priester nach Vorbach abgestellt wurden. Der erste hier ansässige Aushilfspriester war Martin Fitzthum. Auf ihn folgte Mauritius Brunner (1946–1954), auf diesen gehen das Marienbild über dem Sakristeieingang und das Heilige Grab in der Kirche zurück. Der nächste in Vorbach wohnende Priester war Laurentius Czech (1954–1957) und auf ihn folgte Alfons Monert (1957–1964). Seit 1964 hat Vorbach keine eigenen Priester mehr, sondern wird direkt vom Kloster Speinshart betreut.

## Baulichkeit
Diese Filialkirche ist eine Saalkirche mit einem Walmdach. Der Chor ist dreiseitig geschlossen. Der Giebelreiter besitzt eine Zwiebelhaube. Nach den Anbauten von 1748 und 1980 ist die Kirche nun 23,4 m lang und 7 bzw. 8,2 m breit. Die Höhe hat sich seit dem Mittelalter nicht geändert und beträgt 5 Meter.

## Innenausstattung
Der Hauptaltar der Kirche wird dem Rokoko zugerechnet, der Seitenaltar entstammt der früheren Barockzeit. Die Altäre wurden um 1748 vom Kemnather Schreiner Ignaz Schricker neu gerichtet und vom Maler Martin Wild  neu gefasst. Vermutlich stammen auch die Fresken im Langhaus und im Chor von dem Kemnather Maler Martin Wild. Auch die Kanzel stammt aus dem Rokoko, ebenso die Bilder des Kreuzweges. Stifterin dieser Bilder von 1796 war Margarete Gradlin, Witwe des 1789 verstorbenen Hofmarkbesitzers Johann Adam Gradlin.
Um 1733 kam es womöglich zu einem Wasserschaden an der flachen Holzdecke, diese musste entfernt und durch eine stuckierte Spiegeldecke ersetzt werden. Die Künstler, welche die Stuckaturen und die Malereien angefertigt haben, sind nicht bekannt; mit großer Wahrscheinlichkeit war es aber Martin Wild.
Bei der Renovierung 1987 wurden die Marmorierungen der Altäre ausgebessert und teilweise mit Schellack überzogen. Ebenso wurde die Kanzel neu vergoldet. Der Marienfigur auf dem Seitenaltar wurde die barocke Fassung wiedergegeben. Auch das Altargemälde mit einem Bildnis der hl. Anna wurde restauriert. Ebenso wurden ein neuer Ambo und ein Betstuhl geschaffen. Der alte Beichtstuhl wurde aus dem Altarraum in den Anbau umplatziert, die Barockfassade konnte erhalten werden. Im November 1987 war die Innenrenovierung abgeschlossen.

## Orgel
Eine erste Orgel wurde vor 1800 angeschafft, diese wird aber 1793 vom Pfarrer Rubenbauer  aus Mockersdorf „als ein elendes Werk, weil sie oft während des pfarrlichen Gottesdienstes viel Ärger macht“ bezeichnet. 1903 wurde ein zweites Instrument angeschafft, das bereits 1960 durch ein Harmonium ersetzt werden musste. Die neue Orgel wurde 1987 von der Orgelbaufirma Thomas Jann gefertigt. Die neue Orgel besitzt 10 Register, zwei Manuale und ein Pedal. Die Orgel besitzt 534 Pfeifen, der Spieltisch befindet sich hinter dem Mittelteil der Orgel. Am 14. Juli 1987 wurds die Orgel von Pater Wolfgang Bangert eingeweiht.